# Cursa amb tanques
Les curses amb tanques són unes de les principals proves de l'atletisme. Són diferents curses de velocitat en les quals els atletes han de superar una sèrie d'obstacles de fusta i metall (o plàstic i vidre), anomenats tanques, per arribar a la meta. Les distàncies de les curses de tanques, així com les altures de les pròpies tanques, varien segons la distància de la prova, el sexe i l'edat dels atletes.

## Història
Els inicis de la cursa amb tanques van tenir lloc a mitjans del segle XIX a la Universitat d'Oxford el 1850, quan els seus estudiants van organitzar en una cursa on s'havien de superar 10 tanques. L'any 1888, França va reglamentar aquesta competició fixant una distància de cursa de tanques en 110 metres, iniciant així les competicions reglamentàries de la prova.
La prova dels 110 metres tanques masculina es disputa als Jocs Olímpics de la primera edició celebrats a Atenes el 1896. Les curses femenines de tanques foren incloses molt més tard: 100 m als Jocs Olímpics de Múnic 1972 i 400 m als Jocs Olímpics de Los Ángeles 1984.

## Proves
A l'aire lliure, hi ha tres distàncies totes amb deu obstacles: el 100 metres tanques per a dones amb tanques de 84 cm d'alçada, els 110 metres tanques per a homes amb obstacles de 106,7 cm i els 400 metres tanques per a les dues categories amb obstacles de 76,2 cm per a les dones i 91,4 cm per als homes.
| Prova         | Gènere  | Jocs olímpics                                        | Campionats del món          |
| ------------- | ------- | ---------------------------------------------------- | --------------------------- |
| 50 m tanques  | M/F     | —                                                    | —                           |
| 55 m tanques  | M/F     | —                                                    | —                           |
| 60 m tanques  | M/F     | —                                                    | Des de 1987 (pista coberta) |
| 80 m tanques  | Femení  | 1932–1968                                            | —                           |
| 100 m tanques | Femení  | Des de 1972                                          | Des de 1983                 |
| 110 m tanques | Masculí | Des de 1896                                          | Des de 1983                 |
| 400 m tanques | M/F     | 1900–08 i des de 1920 (masculí) Des de 1984 (femení) | Des de 1983                 |

## Característiques
| Alçada de les tanques |        |        |
| 100 m tanques         | 1.06 m | 0.84 m |
| 110 m tanques         | 1.06 m | 0.84 m |
| 400 m tanques         | 0.91 m | 0.76 m |

## Fites en 110 metres tanques
- Primer rècord mundial oficial de l'IAAF: 15,0 segons, Forrest Smithson (EUA), 1908.
- Primer en baixar la marca de 15 segons: 14,8 segons, Earl Thomson (CAN), 1920.
- Primer en baixar la marca de 14 segons: 13,7 segons, Forrest Towns (EUA), 1936.
- Primer en baixar la marca de 13,5 segons: 13,4 segons, Jack Davis (USA), 1956.
- Primer en baixar la marca de 13 segons: 12,93 segons, Renaldo Nehemiah (EUA), 1981.
- Primer en baixar la marca de 12,9 segons: 12,88 segons, Liu Xiang (XIN), 2006.